# Taboriv, Skvîra
Taboriv (în ucraineană Таборів) este localitatea de reședință a comunei Taboriv din raionul Skvîra, regiunea Kiev, Ucraina.

## Demografie
Componența lingvistică a localității Taboriv
     Ucraineană (97,86%)
     Rusă (1,79%)
     Alte limbi (0,36%)
Conform recensământului din 2001, majoritatea populației localității Taboriv era vorbitoare de ucraineană (97,86%), existând în minoritate și vorbitori de rusă (1,79%).